# Velódromo de Campos
El Velódromo de Campos, también conocido como Sa Pista (la pista), es una instalación de ciclismo en pista al aire libre de Campos (Islas Baleares, España) activa entre 1935 y 2003. 

## Historia
La pista fue construida por una sociedad formada por tres personas: Silvestre Ginard, Vicenç Jordà y Julià Ballester Amer, que adquirieron una parcela que fue comprada para tal empresa. El velódromo se construyó desde enero de 1934 y fue inaugurado el 21 de abril de 1935. La construcción y diseño fue obra del constructor local Julián Mascaró, hombre formado académicamente en la escuela de artes y oficios de Palma de Mallorca y con obras y edificaciones relevantes en el municipio que aún se conservan, para tal fin tomo modelo de algunos velódromos de Cataluña.
Mantuvo su actividad regular (salvando el ínterin de la Guerra Civil) hasta principios de los años 60, cuando la afición al ciclismo en pista comenzó a declinar en Mallorca de manera generalizada. A partir de entonces su actividad fue cada vez más espaciada.
En 1973 la pista cambió de propietario: fue adquirida por el mecenas del ciclismo mallorquín Andreu Oliver Amengual, quien le dio un nuevo impulso. Durante los años 80 vivió una época floreciente, coincidiendo con una generación pujante del ciclismo local de Campos e incluso fue remodelado en 1982. Entonces adoptó el nombre de Velódromo Andreu Oliver en homenaje a su propietario, quien había fallecido recientemente (existe otro velódromo en el vecino municipio de Algaida con idéntico nombre; para distinguirlos se solía utilizarse el nombre de sus respectivas poblaciones).
A partir de los años 90 su actividad decayó gradualmente de nuevo y celebró sus últimas carreras en 2003. Desde entonces el velódromo permanece clausurado, en proceso de degradación y amenazado de demolición, pues la instalación no está protegida patrimonialmente y se encuentra en suelo urbanizable.

## Eventos

### Competiciones nacionales
Se celebraron a partir de los años 50 y 60 y su protagonismo aumentó en los años 70 y 80, en parte por la clausura del Velódromo de Tirador de Palma de Mallorca en 1973.
- Campeonato de España de velocidad: 1985.
- Campeonato de España de velocidad (aficionados): 1973.
- Campeonato de España de medio fondo tras moto comercial: 1954, 1955, 1976 y 1984.
- Campeonato de España de medio fondo tras moto comercial (aficionados): 1973.
- Campeonato de España de medio fondo tras moto stayer: 1974.
- Campeonato de España de persecución individual: 1955.
- Campeonato de España de persecución individual (aficionados): 1961 y 1973.
- Campeonato de España de fondo: 1974, 1975 y 1985.
- Campeonato de España de americana: 1974 y 1975.

### Competiciones regionales
A nivel balear la pista acogió algunos campeonatos regionales de manera aislada, desde los años 70 hasta los años 90.
- Campeonato de Baleares de velocidad: 1985 y 1995.
- Campeonato de Baleares de medio fondo tras moto comercial: 1974.
- Campeonato de Baleares de fondo: 1975 y 1985.
- Campeonato de Baleares de persecución individual: 1995 y 1995.

## Valor patrimonial
Sa Pista es actualmente la segunda pista más antigua de España, solo por detrás del Velódromo de Tirador de Palma (1903). Al igual que la pista palmesana fue una de las instalaciones ciclistas de referencia del Estado hasta su clausura. Además de los mencionados campeonatos de España de ciclismo de pista y su equivalente en Baleares acogió muchas otras pruebas de primer nivel, con ciclistas de nivel internacional.